# Powhatan Point
Powhatan Point is een plaats (village) in de Amerikaanse staat Ohio, en valt bestuurlijk gezien onder Belmont County.

## Demografie
Bij de volkstelling in 2000 werd het aantal inwoners vastgesteld op 1744.
In 2006 is het aantal inwoners door het United States Census Bureau geschat op 1695, een daling van 49 (-2.8%).

## Geografie
Volgens het United States Census Bureau beslaat de plaats een oppervlakte van
4,4 km², waarvan 4,0 km² land en 0,4 km² water. Powhatan Point ligt op ongeveer 203 m boven zeeniveau.

## Plaatsen in de nabije omgeving
De onderstaande figuur toont nabijgelegen plaatsen in een straal van 16 km rond Powhatan Point.